# Prinsbeemden
Prinsbeemden is een natuurgebied in de Belgische stad Hasselt. Het ligt ingesloten tussen Kuringen en Overdemer in het westen, de Demer en het Albertkanaal in het noorden, spoorlijn 21C in het westen en de Crutzenstraat in het zuiden. Het gebied wordt door de stad Hasselt beheerd.
Het waterrijk gebied omvat zowel bos als open natuur. De uiteenlopende biotoop trekt veel planten en dieren aan, waaronder de grote modderkruiper, die op weinig andere plekken in Vlaanderen voortkomt, en de ijsvogel.
In het westen van Prinsbeemden ligt het Prinsenhof. Hier bevond zich reeds in de 13e eeuw een motte. Het huidige gebouw dateert uit begin 19e eeuw.
In 2022 werd bekendgemaakt dat de stad Hasselt plannen heeft om uitkijktorens en een vlonderpad aan te leggen omdat delen van het gebied erg nat zijn en de paden bij momenten door de modder niet meer toegankelijk zijn. Ook zou er een fietssnelweg komen die voor een veilige fietsverbinding van en naar Kuringen moet zorgen.

## Galerij

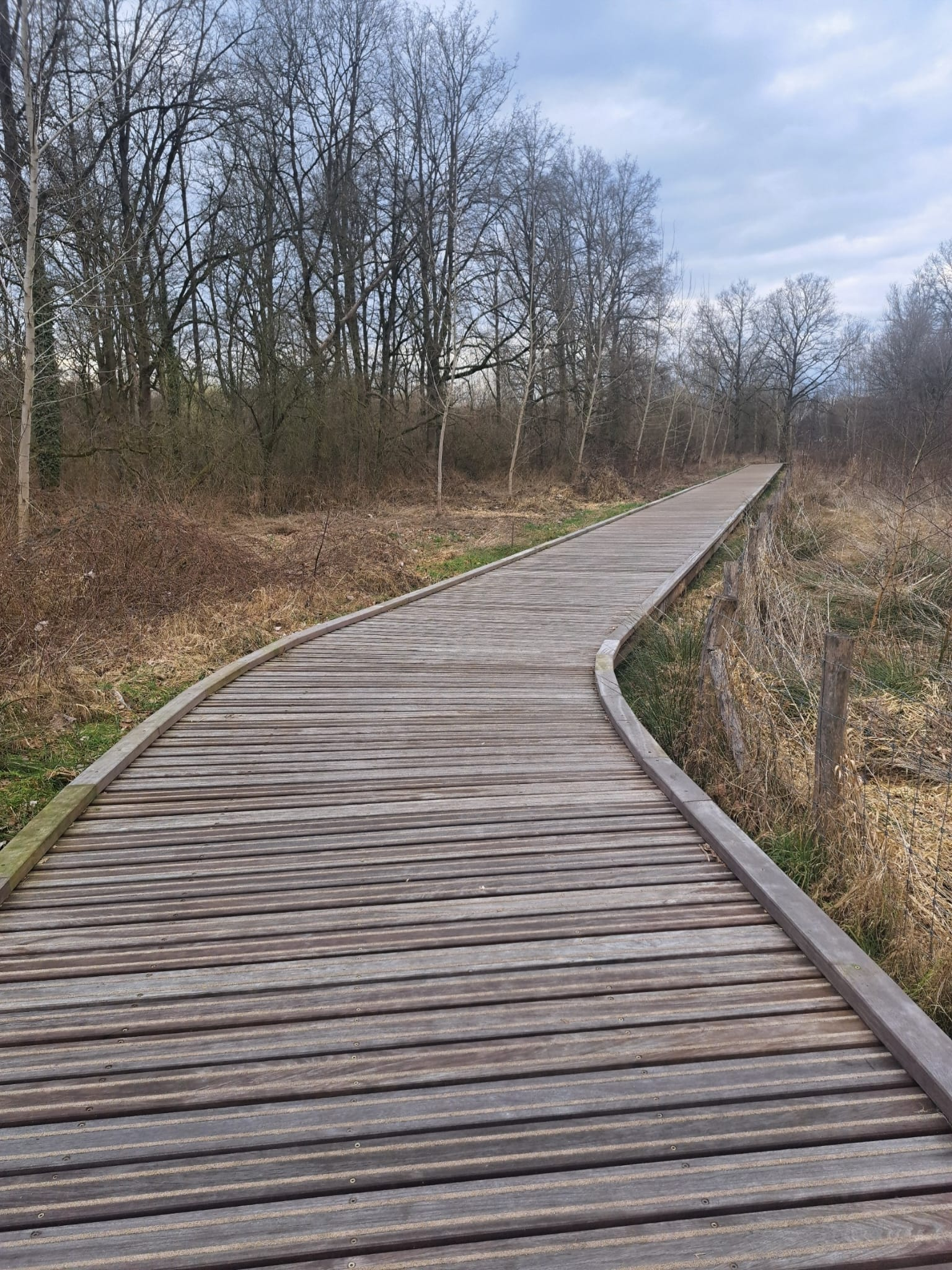
Vlonderpad
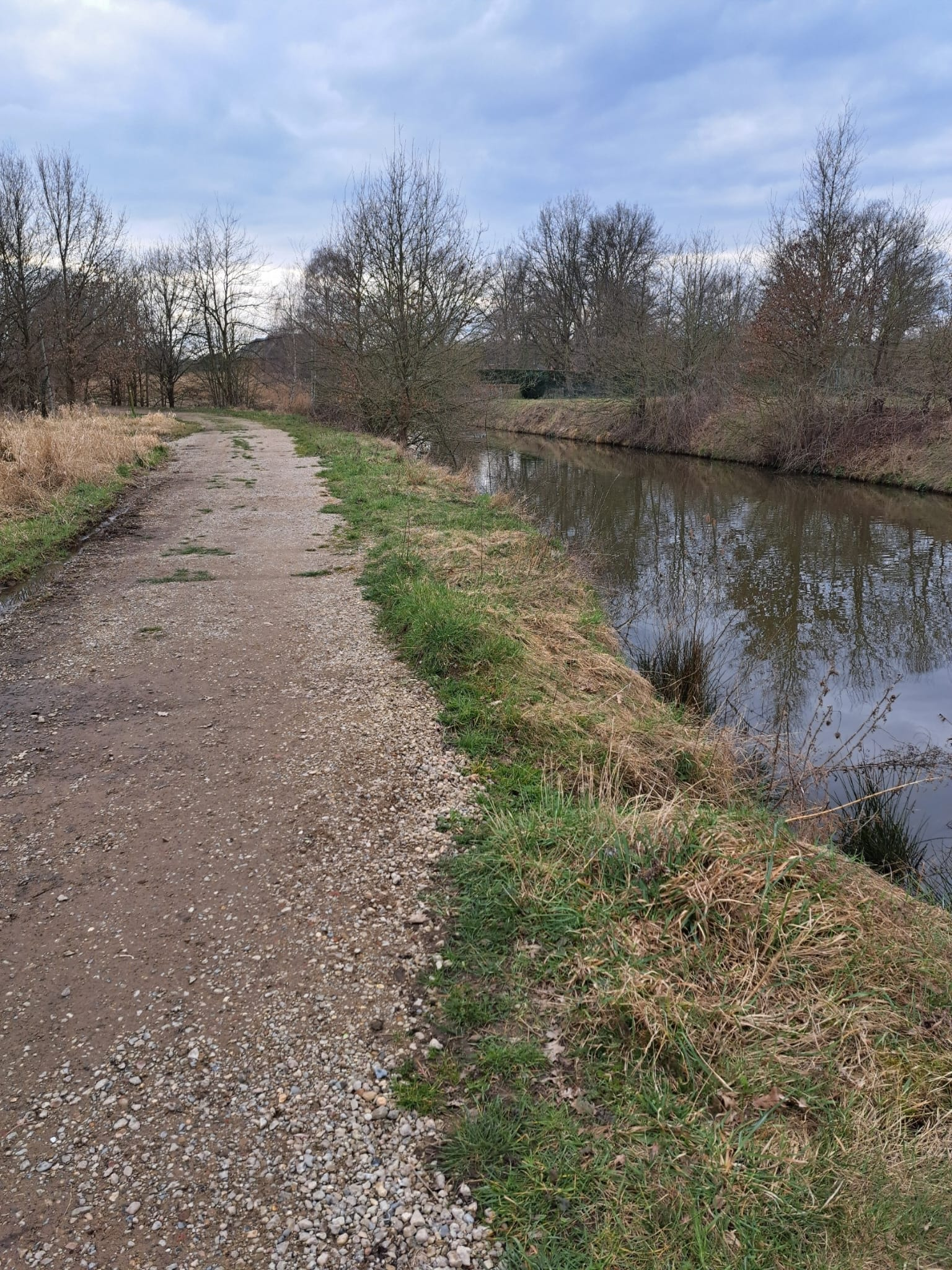
De Demer
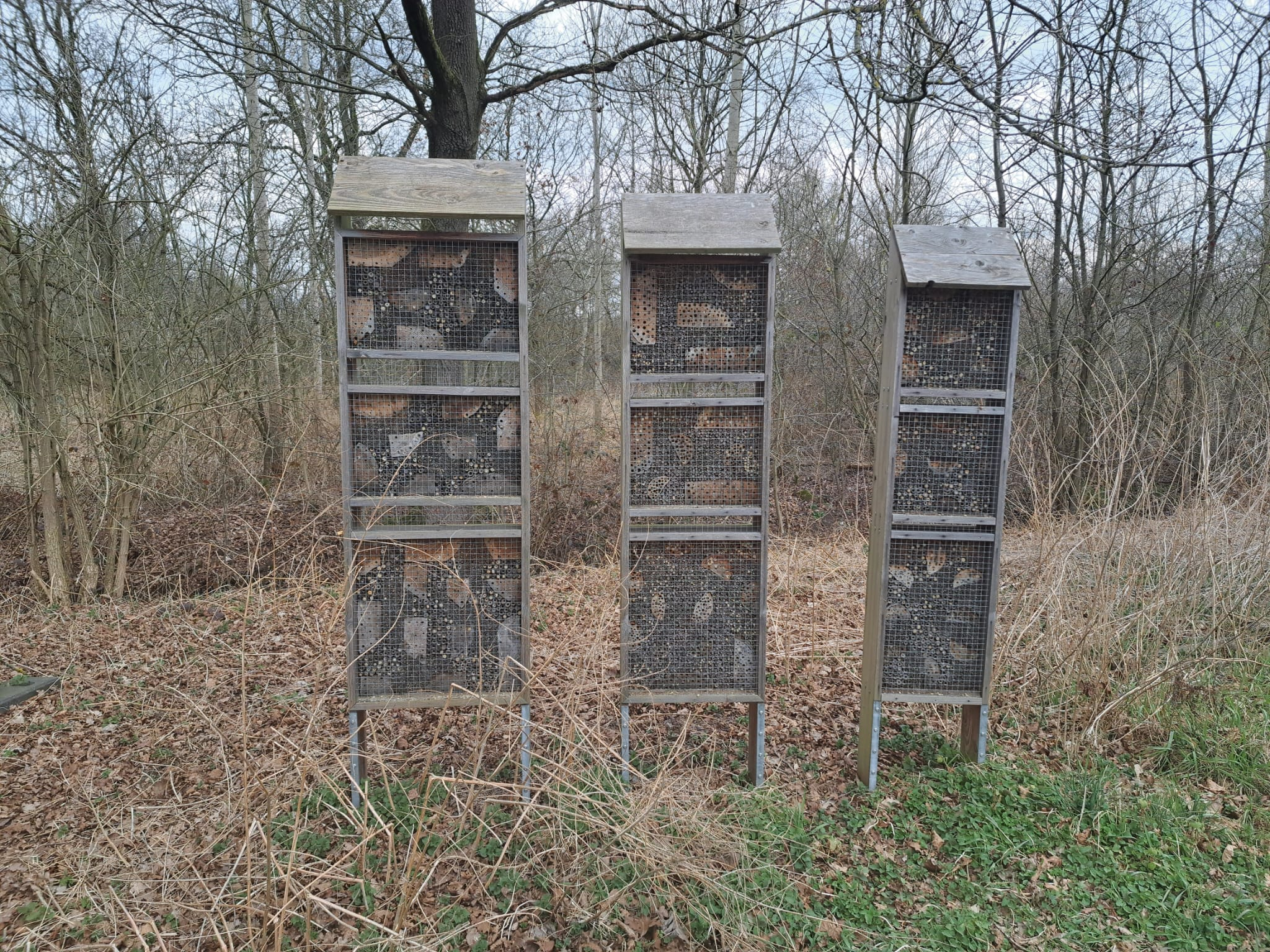
Insectenhotel
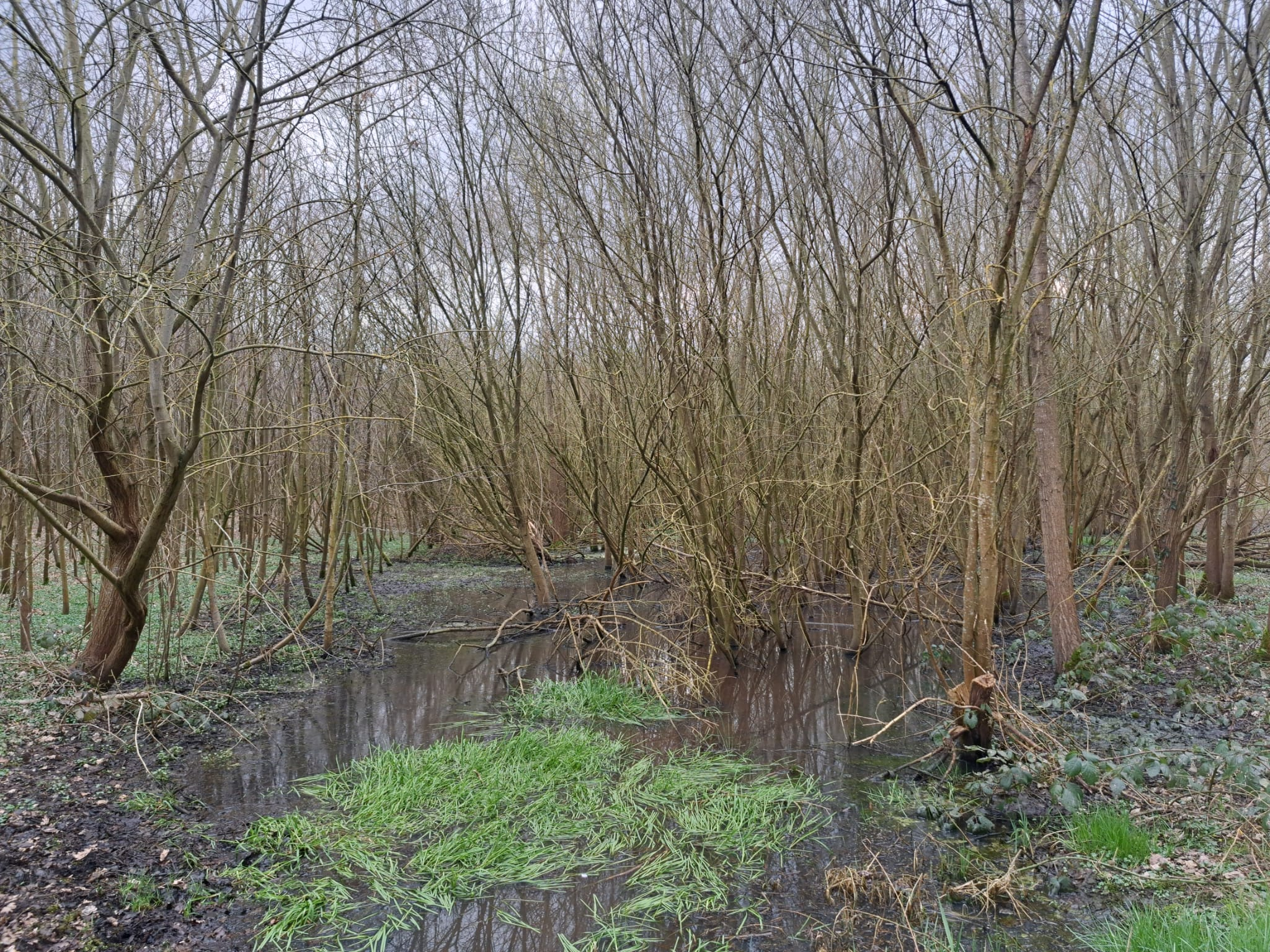
Moerasachtig gebied
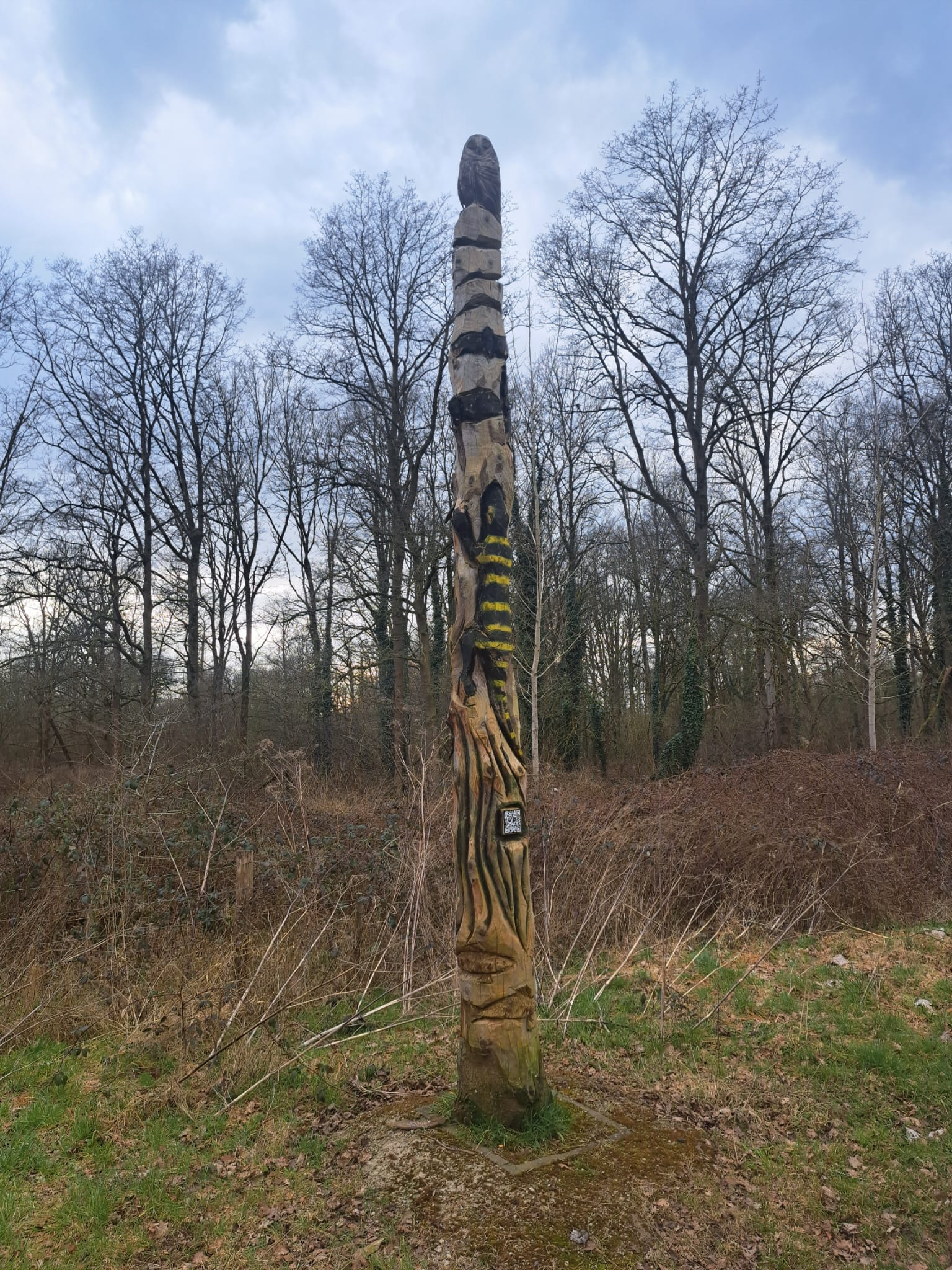
Totempaal